# Falko Weisspflog
Falko Weisspflog (tyska: Falko Weißpflog) född 1954 i Pleißa i Landkreis Zwickau i Sachsen är en tysk tidigare backhoppare som tävlade för Östtyskland. Han representerade BSG Motor Grüna och från 1973 SC Traktor Oberwiesenthal där hans fader Roland var tränare.

## Karriär
Falko Weisspflog debuterade internationellt i tysk-österrikiska backhopparveckan 30 december 1976 i Oberstdorf. Han blev nummer 26 i öppningstävlingen. Hans första placering bland de tio bästa i backhopparveckan kom under nyårstävlingen i Garmisch-Partenkirchen 1 januari 1978 då han blev nummer fyra. Han blev nummer 5 totalt i backhopparveckan säsongen 1977/1978 endast 3,1 poäng från prispallen. Kari Ylianttila från Finland vann backhopparveckan med 5 östtyska backhoppare efter sig. (Östtyskland hade 6 backhoppare bland de tio bästa totalt.) 
Under Skid-VM 1978 i Lahtis i Finland vann Weisspflog en bronsmedalj i en mycket jämn tävling stora backen, endast 0,8 poäng efter segrande hemmahoppet Tapio Räisänen och 0,5 poäng efter Alois Lipburger från Österrike. 
Falko Weisspflog satte världsrekord i skidflygning 5 mars 1976 i Heini Klopfer-backen i Oberstdorf då han hoppade 174 meter. Rekordet höll i två dagar innan Toni Innauer från Österrike hoppade 176 meter si samma backen.
Weisspflog blev DDR-mästare i stora backen 1978 före Jochen Danneberg och Matthias Buse. Han har även en silvermedalj och två bronsmedaljer från östtyska mästerskap.

## Övrigt
På grund av sitt namn och sina långa sväv i hoppbackarna fick Falko Weissplog smeknamnet Falke. Österrikiska artisten Hans Hölzel var en stor beundrare av Weisspflog och tog artistnamnet Falco. Falco är i Sverige kanske mest känd för sin låt Rock Me Amadeus.